# Unidades Habitacionales
Unidades Habitacionales är en ort i Mexiko.   Den ligger i kommunen Santiago Tulantepec de Lugo Guerrero och delstaten Hidalgo, i den sydöstra delen av landet, 100 km nordost om huvudstaden Mexico City. Unidades Habitacionales ligger 2 228 meter över havet och antalet invånare är 3 333.
Terrängen runt Unidades Habitacionales är huvudsakligen kuperad, men norrut är den platt. Runt Unidades Habitacionales är det tätbefolkat, med 476 invånare per kvadratkilometer. Närmaste större samhälle är Tulancingo, 6,4 km öster om Unidades Habitacionales. Omgivningarna runt Unidades Habitacionales är en mosaik av jordbruksmark och naturlig växtlighet.